# Jeffrey B. Russell
Jeffrey Burton Russell (* 1. August 1934 in Fresno; † 12. April 2023) war ein US-amerikanischer Historiker und katholischer Religionswissenschaftler.

## Leben
Russell legte seinen B. A. an der University of California, Berkeley 1955 ab, studierte an der Universität Lüttich und erwarb den PhD an der Emory University 1960. Zuletzt war er Professor an der University of California, Santa Barbara. Daneben lehrte er in Berkeley, Riverside, California State University, Sacramento, Harvard, New Mexico und Notre Dame.
Sein Werk befasst sich mit der europäischen Geschichte im Mittelalter und mit der Geschichte der Theologie. Sein erstes Buch war Dissent and Reform in the Early Middle Ages (1965). Sein Hexenbuch von 1972 Witchcraft in the Middle Ages folgt der romantisierenden Sicht von Jules Michelet und den Funden von Carlo Ginzburg zu den Benandanti in Friaul: Es habe über 1000 Jahre hinweg fortbestehende Riten gegeben, mit Tänzen, Banketten und erotischen Spielen. Wegen des kirchlichen Verfolgungsdrucks (besonders im 13. Jh. seit Konrad von Marburg) hätten dann sich die Hexenmeister in abgelegene Landstriche zurückgezogen, um den Teufel anzubeten, wie es am Hexensabbat geschehe. Am bekanntesten ist sein fünfbändiges Werk über das Konzept des Teufels: The Devil (1977), Satan (1981), Lucifer (1984), Mephistopheles (1986) und The Prince of Darkness (1988). Weiter befasste er sich mit der falschen These, die mittelalterlichen Gelehrten hätten die Erde für eine Scheibe gehalten. Erst seit 1880 wurde dies immer wieder wiederholt nach den Schriften von Washington Irving, John William Draper und Andrew Dickson White. Zuletzt folgte seine Geschichte des Himmels: A History of Heaven: The Singing Silence (1997), zur Geschichte seit 200 v. Chr. bis Dante; dann die Fortsetzung bis heute Paradise Mislaid (2006).

## Schriften
- Dissent and Reform in the Early Middle Ages (1965, 1982, 1992)
- Medieval Civilization (1968)
- History of Medieval Christianity: Prophecy & Order (1968, 1986, 2000)
- Hg.: Religious Dissent in the Middle Ages (1971)
- Witchcraft in the Middle Ages (1972), Cornell UP 1984, ISBN 978-0-8014-9289-1
- The Devil: Perceptions of Evil from Antiquity to Primitive Christianity (1977)
- History of Witchcraft, Sorcerers, Heretics, and Pagans (1980, 2007)
- Medieval Heresies: a Bibliography, 1960–1979 (mit Carl T. Berkhout) (1981)
- Satan: The Early Christian Tradition (1981)
- Lucifer: The Devil in the Middle Ages (1984)
- Mephistopheles: The Devil in the Modern World (1986)
- The Prince of Darkness: Radical Evil and the Power of Good in History (1988)
  - Biographie des Teufels : das radikal Böse und die Macht des Guten in der Welt [Aus dem Engl. übers. von Susanna Grabmayr und Marie-Therese Pitner], Böhlau 2000, TB Aufbau 2002,[5] ISBN 978-3-7466-8076-7
- Inventing the Flat Earth: Columbus and Modern Historians (1991)
- History of Heaven: the Singing Silence (1997)
  - Geschichte des Himmels [Übers.: Johannes Michael Schnarrer ; Veronika Doblhammer], Böhlau 1999, ISBN 978-3-205-98840-3
- Life of the Jura Fathers: The Life and Rule of the Holy Fathers Romanus, Lupicinus, and Eugendus, Abbots of the Monasteries in the Jura Mountains (1999)
- Paradise Mislaid: How We Lost Heaven—and How We Can Regain It (2006)
- Exposing Myths about Christianity: A Guide to Answering 145 Viral Lies and Legends, IVP Books 2012, ISBN 978-0-8308-3466-2

## Einzelbelege
1. ↑  Juan Cobo: In memoriam: Jeffrey Russell (1934–2023). Department of History | University of California, Santa Barbara, 22. Mai 2023, abgerufen am 13. August 2023 (englisch).
2. ↑  Russell, Jeffrey Burton 1934– | Encyclopedia.com. Abgerufen am 30. Juli 2022.
3. ↑  Jeffrey Burton Russell. Abgerufen am 30. Juli 2022.
4. ↑  Jean Delumeau: Angst im Abendland die Geschichte kollektiver Ängste im Europa des 14. - 18. Jahrhunderts. Reinbek bei Hamburg 1989, ISBN 978-3-499-55503-9, S. 541 f.
5. ↑  Jeffrey Burton Russell: Biografie des Teufels. Das radikal Böse und die Macht des Guten in der Welt – Perlentaucher. Abgerufen am 30. Juli 2022.

| Personendaten    | Personendaten                                             |
| ---------------- | --------------------------------------------------------- |
| NAME             | Russell, Jeffrey B.                                       |
| ALTERNATIVNAMEN  | Russell, Jeffrey Burton (vollständiger Name)              |
| KURZBESCHREIBUNG | US-amerikanischer Historiker und Religionswissenschaftler |
| GEBURTSDATUM     | 1. August 1934                                            |
| GEBURTSORT       | Fresno                                                    |
| STERBEDATUM      | 12. April 2023                                            |